# Avianca (Ecuador)
Avianca Ecuador S.A. también conocida como AeroGal, es una aerolínea ecuatoriana con sede en Quito, Ecuador. La aerolínea fue fundada en 1985 y actualmente opera vuelos de pasajeros y de carga entre el Ecuador continental, las Islas Galápagos y otros países del continente americano.  

## Historia
La compañía se funda en noviembre de 1985 por el empresario ecuatoriano Carlos Serrano Lusetti, con el objetivo de ofrecer transporte aéreo de pasajeros y carga en Ecuador y en el Archipiélago de Galápagos. Comienza a operar con dos aviones Dornier Do 28 con capacidad para 12 pasajeros cada uno. Entre 1993 y 1995 Aerogal renueva su flota con tres aviones Fairchild F-27 con capacidad para 40 pasajeros para cubrir las rutas de Quito, Cuenca, Lago Agrio y Coca. A finales de los años noventa, la Dirección General de Aviación Civil del Ecuador (DGAC) certifica a AeroGal bajo los estándares 121 con la entrega del Certificado de Operador Aéreo AGL–121-004.
En el año 2002 adquiere su primer Boeing 727-200 con capacidad para 149 pasajeros. Poco tiempo después la DAC concede la autorización para que vuele 3 veces al día en la ruta Quito–Guayaquil. En el 2003 la aerolínea incorpora un segundo avión el Boeing 737-200 para 118 pasajeros. A finales del mismo año amplía sus rutas mediante la concesión para volar a la Isla de Baltra en Galápagos convirtiéndose en la primera empresa aérea privada que opera esta ruta con 5 vuelos semanales. En junio del 2004 incorpora una nueva aeronave Boeing 737-200 con capacidad para 129 pasajeros y un mes después suman un tercer avión de las mismas características para cubrir la ruta Quito-Cuenca. Para el 2005 se incorpora otro Boeing 737-200 y en enero del 2006 otro más. Unos meses después, en mayo de 2006, el Consejo de Aviación Civil otorga la concesión de operación para vuelos internacionales en Sudamérica, Centroamérica, el Caribe y Norteamérica. Tras esa concesión, adquiere tres aeronaves más con lo que su flota pasa a contar con nueve aviones. El 24 de julio inicia la operación internacional con vuelos regulares hacia el aeropuerto de El Dorado en Bogotá. El 3 de agosto incorpora a sus rutas el destino Medellín. En noviembre del 2008 llega un Boeing 757 para cubrir la ruta a Miami la que se inauguró el 7 de diciembre del mismo año. En el 2009 se incorpora un nuevo Boeing 737 y un Boeing 767, para la ruta a Nueva York desde Guayaquil.

### Ingreso algrupo Avianca
En 2013 la aerolínea se convierte en la nueva línea aérea Avianca Ecuador, puesto que Aerogal fue adquirida por Avianca Holdings. Actualmente el grupo de aerolíneas que conforman Avianca la hace la segunda aerolínea más grande y más importante de toda América Latina, haciendo presencia en la gran mayoría de los países del continente americano. El hub principal de Avianca se encuentra en la ciudad de Bogotá y posee otros centros de conexiones en Lima y en El Salvador. Con la compra de Aerogal por parte de esta firma colombiana, la empresa amplía su cobertura y conexiones con el continente americano y Europa. 
En esos momentos adquirió VIP Ecuador, una aerolínea chárter por aquel entonces propiedad de Synergy Group (accionista mayoritario de Avianca Group), que sólo volaba a cuatro destinos nacionales en ese momento (Quito, Manta, El Coca y Lago Agrio) con aviones Dornier 328.
Tras completar la reorganización interna, que incluyó la homologación tecnológica, reconversión de sus procesos y su integración operacionales con las demás aerolíneas de Avianca Holdings S.A., AeroGal cambió el día 18 de junio de 2014 su nombre a Avianca como marca comercial en Ecuador. 

## Destinos
Avianca Ecuador opera 6 destinos nacionales y 9 destinos internacionales. 
En 2023 transportó al 36,83% de los pasajeros del mercado regular interno ecuatoriano (frente al 32,85% de 2021 y al 37,51% de 2022).

### Nacionales
| Destinos                 | Aeropuertos                                     | Frecuencias semanales | Desde         |
| ------------------------ | ----------------------------------------------- | --------------------- | ------------- |
| Baltra, Galápagos        | Aeropuerto de Seymour-Baltra                    | 7 (UIO) y 13 (GYE)    | UIO y GYE     |
| Cuenca, Azuay            | Aeropuerto Internacional Mariscal La Mar        | 13                    | UIO           |
| Guayaquil, Guayas        | Aeropuerto Internacional José Joaquín de Olmedo | 42 desde UIO          | HUB           |
| Manta, Manabí            | Aeropuerto Internacional Eloy Alfaro            | 13                    | UIO           |
| Quito, Pichincha         | Aeropuerto Internacional Mariscal Sucre         | 49 desde GYE          | HUB           |
| San Cristóbal, Galápagos | Aeropuerto de San Cristóbal                     | 10                    | UIO (vía GYE) |

### Internacionales
| Países         | Destinos         | Aeropuertos                                                  | Frecuencias semanales      | Desde                                                                             |
| -------------- | ---------------- | ------------------------------------------------------------ | -------------------------- | --------------------------------------------------------------------------------- |
| Argentina      | Buenos Aires     | Aeropuerto Internacional Ministro Pistarini                  | 2 (UIO), 2 (GYE) y 3 (BOG) | UIO, GYE y BOG                                                                    |
| Argentina      | Córdoba          | Aeropuerto Internacional Ing. Aeronáutico Ambrosio Taravella | 3 (UIO) y 3 (GYE)          | UIO y GYE (vía BOG) (operará desde el 16 de junio hasta el 24 de octubre de 2025) |
| Bolivia        | Santa Cruz       | Aeropuerto Internacional Viru Viru                           | 5                          | BOG                                                                               |
| Colombia       | Bogotá           | Aeropuerto Internacional El Dorado                           | 16 (UIO) y 16 (GYE)        | UIO y GYE                                                                         |
| Colombia       | Medellín         | Aeropuerto Internacional José María Córdova                  | 4 (UIO) y 4 (GYE)          | UIO y GYE                                                                         |
| Estados Unidos | Nueva York       | Aeropuerto Internacional John F. Kennedy                     | 7 (GYE) y 6 (UIO)          | UIO y GYE                                                                         |
| Estados Unidos | Miami            | Aeropuerto Internacional de Miami                            | 7 (GYE)                    | GYE (inicia el 28 de octubre de 2025)                                             |
| Panamá         | Ciudad de Panamá | Aeropuerto Internacional de Tocumen                          | 12                         | UIO (vía BOG)                                                                     |

### Antiguos destinos
| Países               | Destinos            | Aeropuertos                            | Fecha de cese         |
| -------------------- | ------------------- | -------------------------------------- | --------------------- |
| Colombia             | Cartagena de Indias | Aeropuerto Internacional Rafael Núñez  | 15 de agosto de 2023  |
| Ecuador              | El Coca             | Aeropuerto Francisco de Orellana       | 2 de marzo de 2021    |
| Ecuador              | Nueva Loja          | Aeropuerto de Nueva Loja               | 19 de febrero de 2013 |
| Estados Unidos       | Miami               | Aeropuerto Internacional de Miami      | 13 de marzo de 2020   |
| Estados Unidos       | Orlando             | Aeropuerto Internacional de Orlando    | 27 de octubre de 2024 |
| México               | Cancún              | Aeropuerto Internacional de Cancún     | 27 de octubre de 2023 |
| Perú                 | Lima                | Aeropuerto Internacional Jorge Chávez  | 2023                  |
| República Dominicana | Punta Cana          | Aeropuerto Internacional de Punta Cana | 30 de marzo de 2025   |

### Futuros destinos
| Países    | Destinos     | Aeropuertos                                             | Notas                              | Inicio de operaciones |
| --------- | ------------ | ------------------------------------------------------- | ---------------------------------- | --------------------- |
| Argentina | Buenos Aires | Aeroparque Jorge Newbery                                | Desde UIO y/o GYE, vía BOG y/o MDE | Fecha pendiente       |
| Argentina | Buenos Aires | Aeropuerto Internacional Ministro Pistarini             | Desde UIO y/o GYE, vía BOG y/o MDE | Fecha pendiente       |
| Argentina | Mendoza      | Aeropuerto Internacional Gobernador Francisco Gabrielli | Desde UIO y/o GYE, vía BOG         | Fecha pendiente       |
| Argentina | Rosario      | Aeropuerto Internacional Rosario Islas Malvinas         | Desde UIO y/o GYE, vía BOG         | Fecha pendiente       |
| Perú      | Cuzco        | Aeropuerto Internacional Alejandro Velasco Astete       | Operará desde UIO y/o GYE          | Destino solicitado    |
| Venezuela | Caracas      | Aeropuerto Internacional de Maiquetia Simón Bolívar     | Operará desde UIO y/o GYE          | Destino solicitado    |

## Flota
La flota está conformada por las siguientes aeronaves:

### Flota actual
| Aeronaves       | En servicio | Pedidos | Pasajeros                                          | Pasajeros                                          | Pasajeros                                          | Matrículas                                         | Antigüedad                                         |
| Aeronaves       | En servicio | Pedidos | C                                                  | Y                                                  | Total                                              | Matrículas                                         | Antigüedad                                         |
| --------------- | ----------- | ------- | -------------------------------------------------- | -------------------------------------------------- | -------------------------------------------------- | -------------------------------------------------- | -------------------------------------------------- |
| Airbus A319-100 | 1           | —       | 12                                                 | 108                                                | 120                                                | N741AV                                             | 10,1 años                                          |
| Airbus A320-200 | 6           | —       | 12                                                 | 168                                                | 180                                                | HC-CRU                                             | 17,4 años                                          |
| Airbus A320-200 | 6           | —       | 12                                                 | 168                                                | 180                                                | HC-CSF                                             | 15,7 años                                          |
| Airbus A320-200 | 6           | —       | 12                                                 | 168                                                | 180                                                | HC-CJW                                             | 14,7 años                                          |
| Airbus A320-200 | 6           | —       | 12                                                 | 168                                                | 180                                                | HC-CJV                                             | 14,6 años                                          |
| Airbus A320-200 | 6           | —       | 12                                                 | 168                                                | 180                                                | N599AV                                             | 14,4 años                                          |
| Airbus A320-200 | 6           | —       | 12                                                 | 168                                                | 180                                                | HC-CTX                                             | 14 años                                            |
| Airbus A320neo  | 2           | 1       | 12                                                 | 168                                                | 180                                                | N776AV                                             | 7,1 años                                           |
| Airbus A320neo  | 2           | 1       | 12                                                 | 168                                                | 180                                                | N775AV                                             | 7,1 años                                           |
| Total           | 9           | 1       | Edad media de la flota (julio de 2025): 12,8 años. | Edad media de la flota (julio de 2025): 12,8 años. | Edad media de la flota (julio de 2025): 12,8 años. | Edad media de la flota (julio de 2025): 12,8 años. | Edad media de la flota (julio de 2025): 12,8 años. |

### Flota histórica
| Aeronaves               | Total | Introducido | Retirado | Matrículas                                                              | Notas                                                                           |
| ----------------------- | ----- | ----------- | -------- | ----------------------------------------------------------------------- | ------------------------------------------------------------------------------- |
| Airbus A319-100         | 8     | 2011        | —        | HC-CKL, HC-CKM, HC-CKN, HC-CKO, HC-CKP, HC-CSA, HC-CSB, HC-CLF y N741AV | Todos transferidos a Avianca Ecuador tras la compra de Aerogal, excepto N741AV. |
| Airbus A320-200         | 4     | 2010        | 2014     | HC-CJM, HC-CJV, HC-CTR y HC-CJW                                         | HC-CJM, HC-CTR y HC-CJV transferidos a Avianca Ecuador.                         |
| Boeing 727-200          | 2     | 2002        | 2009     | HC-BVY y HC-CDJ                                                         |                                                                                 |
| Boeing 737-200          | 9     | 2003        | 2014     | HC-CED, HC-CEQ, HC-CER, HC-CFG, HC-CFH, HC-CFM, HC-CFO, HC-CFR y HC-CGA |                                                                                 |
| Boeing 737-300          | 2     | 2008        | 2011     | HC-CGS y HC-CHB                                                         |                                                                                 |
| Boeing 757-200          | 2     | 2008        | 2012     | HC-CHC y HC-CIY                                                         |                                                                                 |
| Boeing 767-300ER        | 1     | 2009        | 2012     | HC-CIJ                                                                  |                                                                                 |
| Dornier Do 28           | 1     | 1987        | 1996     | HC-BOK                                                                  |                                                                                 |
| Douglas DC-4            | 1     | 1988        | 1990     | HC-BPB                                                                  | Carguero.                                                                       |
| Fairchild Hiller FH-227 | 4     | 1993        | 2006     | HC-BUF, HC-AYM, HC-BSL y HC-BSV                                         |                                                                                 |